# Kościół św. Mikołaja w Solcu

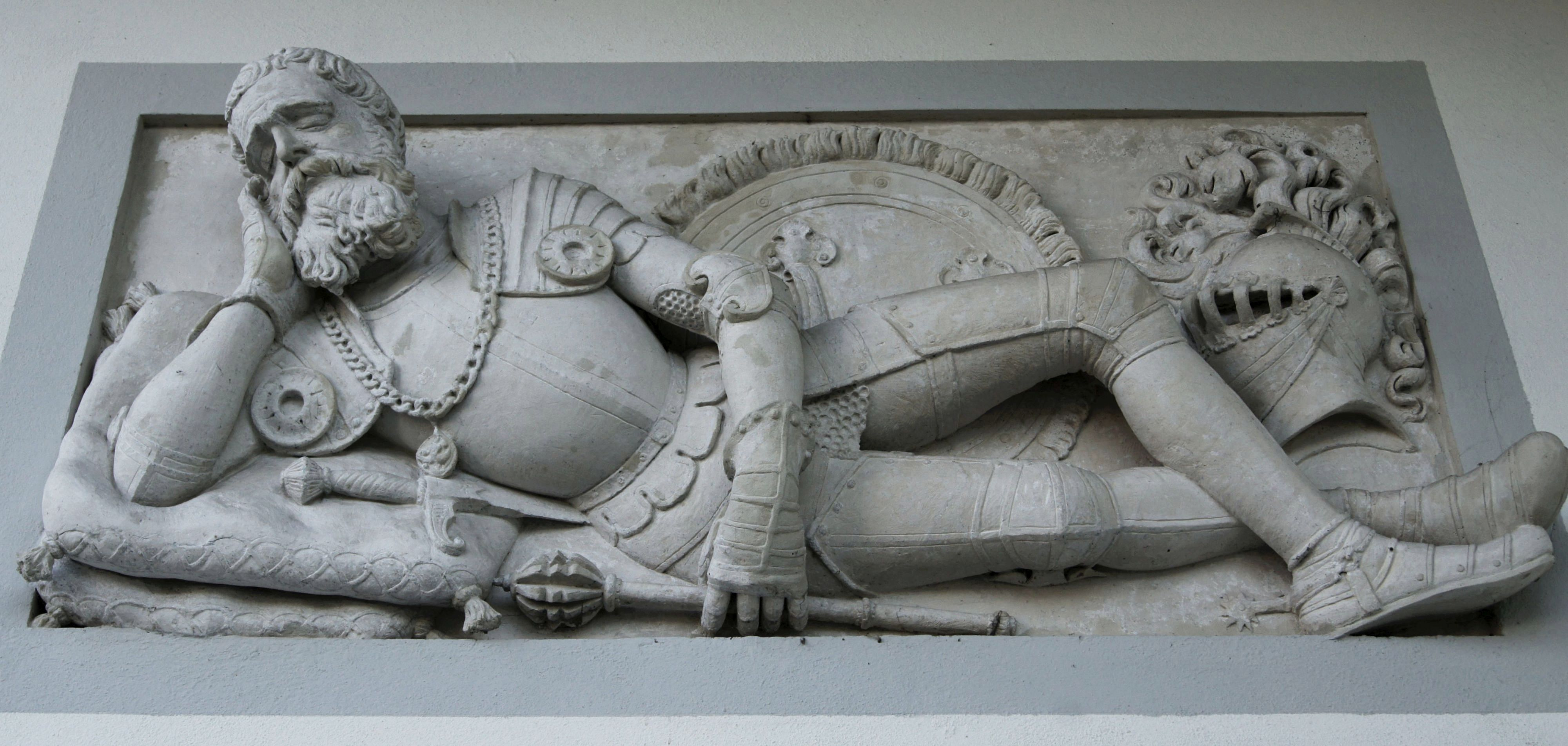
Późnorenesansowy pomnik mylnie uchodzący za nagrobek Samuela Zborowskiego, prawdopodobnie przedstawia jego brata - Andrzeja

Kościół św. Mikołaja – kościół, który znajdował się w Solcu (od 1974 roku Solec-Zdrój). Rozebrany w latach 30. XX wieku a na jego miejscu wybudowano nową świątynię.

## Historia

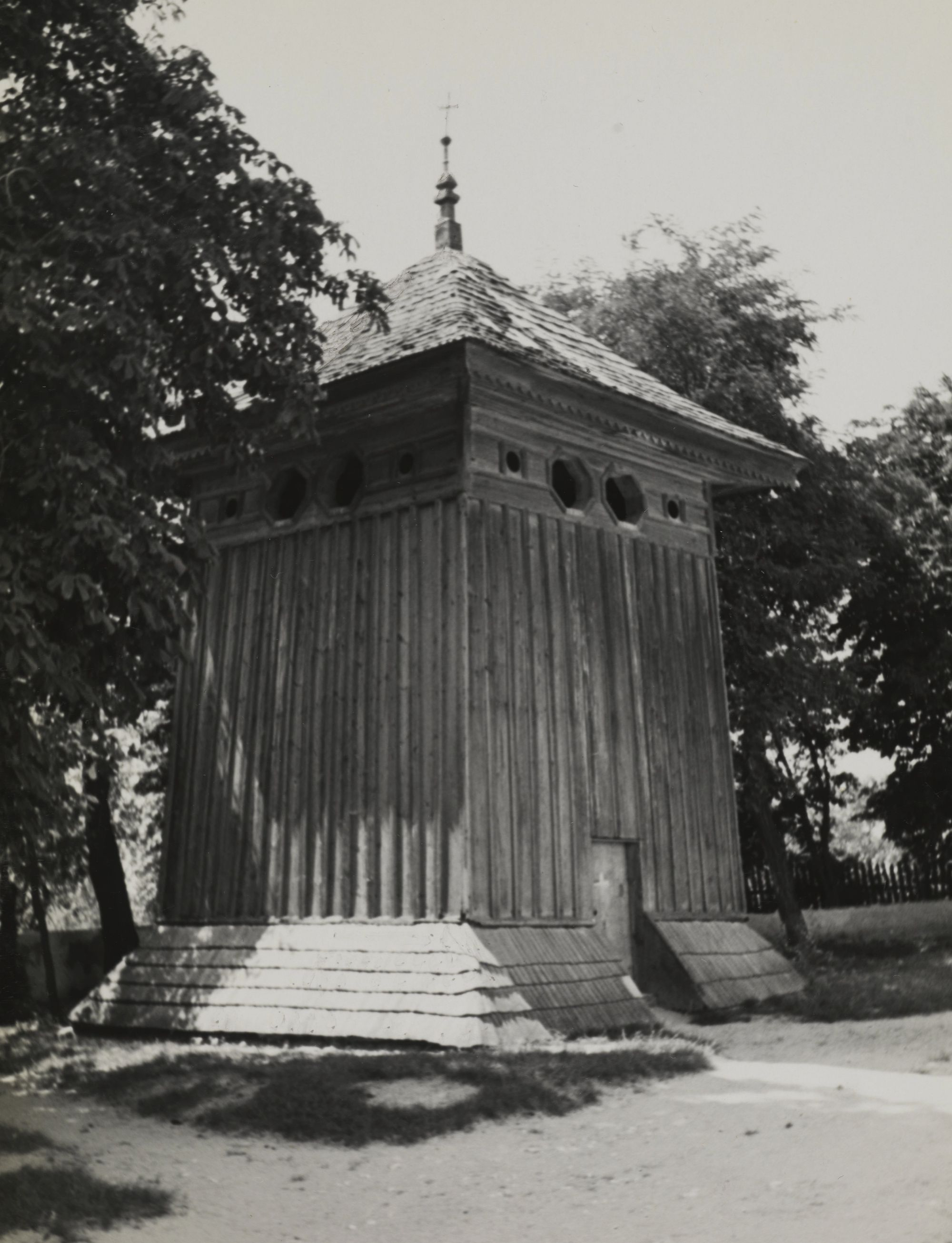
Dzwinnica przed 1937

Najstarsza zachowana informacja dotycząca parafii w Solcu pochodzi z pierwszej połowy XIV wieku; dokument z 1326 roku wymienia plebana – Piotra; pod datą 1367  wzmiankowany jest pleban Wacław oraz dziedzic wsi – Piotr. W połowie XV wieku, kiedy właścicielem Solca był Jan Feliks Tarnowski herbu Leliwa, parafia posiadała już murowany kościół. W 1508 roku Solec przeszedł w ręce Zborowskich; w 1558 roku Marcin Zborowski zamienił kościół na zbór kalwiński, który istniał do lat 70. XVI wieku, kiedy to syn Marcina Zborowskiego – Andrzej, po przejściu na katolicyzm, zwrócił kościół katolikom.
W 1832 roku świątynia, wskutek bardzo złego stanu, została gruntownie wyremontowana oraz przebudowana (ze starej budowli pozostawiono jedynie wschodnią ścianę z wielkim ołtarzem), dzięki fundacji Marianny Wielogłowskiej, ówczesnej dziedziczki Solca i Zborowa. W latach 30. XX wieku kościół rozebrano, a na jego miejscu w latach 1937–1939 wzniesiono nową świątynię.

## Pomnik nagrobny Zborowskiego
Jedyną zachowaną pamiątką architektoniczną ze starego kościoła jest późnorenesansowa płyta nagrobna z drugiej połowy XVI wieku, wykonana prawdopodobnie w warsztacie pińczowskim Santi Gucciiego, o której pisze ks. Jan Wiśniewski: „(...) pod oknem i wejściem na ambonę znajduje się w murze starożytny pomnik (podobny jest w Szydłowcu). Oto rycerz w zbroi spoczywa w postawie leżącej, wsparty na prawej ręce na wezgłowiu. Twarz brodata, czoło wysokie, brak nosa. Na szyi ma łańcuch, w prawej ręce buławę, w nogach szyszak. Napisu nie ma. Opowiadano mi, że to Samuel Zborowski (...)”.
Wbrew przyjętej tradycji nie jest to pomnik z wyobrażeniem Samuela Zborowskiego, lecz któregoś z ówczesnych dziedziców Solca, prawdopodobnie Andrzeja Zborowskiego.